# Joel Moses
Joel Moses (* 25. November 1941 in Petach Tikvah, Völkerbundsmandat für Palästina; † 29. Mai 2022) war ein israelisch-US-amerikanischer Informatiker und Hochschullehrer.

## Leben
Moses ging 1954 aus Israel in die USA und ging in Brooklyn auf die High School. Er studierte Mathematik an der Columbia University mit dem Bachelorabschluss 1962 und dem Masterabschluss 1963. Moses wurde 1967 am Massachusetts Institute of Technology (MIT) bei Marvin Minsky promoviert. In seiner Dissertation Symbolic integration legte er die Grundlagen für das Macsyma (Project Mac’s Symbolic Manipulator) Computeralgebrasystem, das unter seiner Leitung ab 1969 am MIT entwickelt wurde und ein Vorbild für spätere kommerzielle Programme wie Mathematica und Maple war. Ab 1967 war er Assistant Professor für Informatik am MIT, wo er 1977 Professor wurde und 1974 bis 1978 Associate Director des Laboratory of Computer Science war. Ab 1978 war er stellvertretender Leiter und 1981 bis 1989 war er Leiter der Fakultät für Elektrotechnik und Informatik (EECS) am MIT. 1991 bis 1995 war er Dekan für Ingenieurwissenschaften (Dean of Engineering) und 1995 bis 1998 war er Provost am MIT. 1999 wurde er zum Institute Professor am MIT ernannt (dem höchsten Rang eines Professors am MIT). 2006 bis 2007 war er Acting Director der Engineering Systems Division des MIT und 2007 bis 2010 Acting Director des Center for Technology, Policy and Industrial Development.
Er war Fellow der American Academy of Arts and Sciences, der IEEE, der American Association for the Advancement of Science und der National Academy of Engineering. Moses starb am 29. Mai 2022 im Alter von 80 Jahren an den Folgen seiner Erkrankung an Morbus Alzheimer und Morbus Parkinson.